# Povo Tohan
Os povos indígenas da floresta húmida tropical da Malásia peninsular são globalmente conhecidos como Orang Asli. Compreendem dezoito grupos étnicos separados, com as suas próprias línguas e culturas, e juntos ascendem a cerca de cento e cinco mil elementos. Um destes grupos de caçadores-recoletores é conhecido como Chewong, cujo território é hoje em dia a reserva de Caça Krau, no centro de Pehang. 
A sétima terra
Os Chewong chamam a este mundo a sétima terra e falam de outros mundos tanto acima como abaixo dela. Pelo simples facto de a habitarem, as pessoas sujam a sétima terra; por isso, de vez em quando Tohan, o ser sobre-humano que criou a raça humana, vira-a de cabeça para baixo. Ele avisa os povos da floresta e estes transformam-se em flores e ascendem á sexta terra; todos os que ficarem em terra afogar-se-ão e Tohan cria um novo povo e uma nova terra. As casas tradicionais dos Chewong são construções com alpendre, feitas de bambu com telhados de colmo e folhas de palmeira. Um mito fala de um Bas semelhante a uma bruxa, chamada Ya'Popag, que vivia sozinha na sua casa num arrozal. Ela atraiu os membros de uma família inteira, um por um e depois devorou-os. Foi morta pelo fogo de Bongso, o filho mais novo, que era uma das pretensas vítimas.
Como foram feitos os Bas
Tohan pediu ao seu servo Nabi que moldasse as primeiras pessoas da terra. Depois Tohan deu-lhe a respiração para que as fizesse viver. Nabi levou a respiração na sua mão
Desejoso de ver como ela era, ele abriu a mão e a respiração escapou. Assim, as duas figuras que Nabi fizera tornaram-se Bas. Nabi fez mais duas figuras, e desta vez levou-lhes a respiração de Tohan com  segurança e por isso eles tornaram-se verdadeiros humanos. Os Bas são grandes e peludos e tem olhos na nuca. O seu desejo é comer ruwai, que significa "alma" ou "força da vida", dos humanos.
Pessoas como nós   
Os Chewong consideram os seus deuses e espíritos "pessoas como nós", e acreditam que é graças á colaboração entre as pessoas e os deuses que o mundo é mantido e constantemente renovado. Os Chewong não são violentos, nem competitivos, e não têm palavras para guerra, luta, discussão, crime ou castigo.
No entanto, existem espíritos perigosos, conhecidos como Bas, que atormentam a humanidade.
Diz-se que os seres sobre-humanos como o tohan têm olhos frios, capazes de ver diferentes mundos; os xamãs de Chewong também tem olhos frios, e assim podem ver muitas coisas que estao ocultas dos olhos quentes dos humanos vulgares.
Os Chewong de Hoje
A semelhança dos outros Orang Asli -  que significa «povo original» em malaio - , os Chewong encontram-se sob o controlo do Governo malaio, por intermédio do Departamento de Assuntos dos Orang Asli. Os Orang Asli não podem sequer nomear os seus próprios líderes sem a aprovação do Governo. Os Orang Asli são pressionados para se incorporarem na maioria vigente da sociedade malaia através da conversão ao islamismo e também receiam a expropriação das suas terras tradicionais. Em resposta a estas pressões, os amistosos Orang Asli uniram-se na poderosa Associação dos Orang Asli da Malásia Peninsular, com quinze mil membros, a fim de reivindicarem os seus direitos e ajudarem a preservar a sua cultura e mitologia úncias.